# Cornículo (antigua ciudad latina)
Cornículo (en latín, Corniculum) era una ciudad del Latium vetus, ubicada en la actual localidad de Montecelio (Lacio, Italia) en los Montes Cornicolani, de donde vendría su antiguo nombre.

## Historia
Situada en el ager Tiburtinus, probablemente fue una ciudad sabina, aunque faltan evidencias históricas sobre esto. El nombre de la ciudad se remonta a la conformación de las dos colinas adyacentes que las unen como un par de pequeños cuernos.
La ciudad, que como otras muchas ciudades latinas, formaban parte de la Liga, se había rebelado contra la supremacía de Roma tras la muerte de Anco Marcio, fue conquistada y destruida por Tarquinio Prisco, quinto rey de Roma, que llevó a los supervivientes como esclavos a Roma.
Según la tradición, era la ciudad natal de Ocresia, la madre de Servio Tulio, que habría sido la esposa o hija del rey de la ciudad, y capturada como esclava en el momento de su destrucción. Servio Tulio llegaría a casarse con una hija de Tarquinio y llegaría a sucederle como rey de Roma.

## Arqueología
En la ubicación en Montecelio se han encontrado diversos restos materiales que datan de la Edad del Hierro y fragmentos cerámicos de los siglos VII-VI a. C., lo que ha llevado a los arqueólogos a apoyar la identificación con la ciudad antigua.